# Antonio Fulvio
Antonio Fulvio – śpiewak barokowy, muzyk nadworny Zygmunta III Wazy. 
Pochodził z Friuli w północno-wschodnich Włoszech. W Polsce występował w zespołach muzycznych przy dworach magnackich, w tym do 1602 r. u Stanisława Kostki, a od 1602 na dworze królewskim Zygmunta III. Zajmował się także intensywnie nauczaniem muzyki, wielu jego uczniów zostało później muzykami.